# Comaclinium montanum
Comaclinium montanum là một loài thực vật có hoa trong họ Cúc. Loài này được (Benth.) Strother mô tả khoa học đầu tiên năm 1986.